# Coupe arabe de la FIFA 2021
Navigation
Arabie saoudite 2012 Qatar 2025
La Coupe arabe de la FIFA 2021 (en arabe : كأس العرب فيفا 2021) est la dixième édition de la Coupe arabe des nations, organisée par la FIFA. Elle se déroule au Qatar dans les stades de la Coupe du monde 2022, entre le 30 novembre et le 18 décembre 2021. Vingt-deux équipes arabes ainsi que le Soudan du Sud participent à ce tournoi, dont seize équipes en phase de groupes. Sur les 23 équipes participantes, les neuf meilleures équipes basées sur le Classement mondial de la FIFA de décembre 2021 se sont qualifiées directement pour la phase de groupes, tandis que les 14 équipes restantes ont disputé les qualifications et sept se sont qualifiées pour la phase de groupes. Lors de la phase de groupes, les 16 équipes sont réparties en quatre groupes, les deux meilleures équipes de chaque groupe se qualifiant pour la phase à élimination directe. Ce tournoi sert aussi de test à la technologie semi-automatisée de détection du hors-jeu.
Ce tournoi ne s'inscrit pas dans le calendrier international de la FIFA, la plupart des pays concernés ont suspendu leur ligue nationale, mais certaines équipes ont un certain nombre de joueurs généralement clés qui ont été laissés de côté, en particulier certains joueurs qui jouent en Europe, en raison du refus de être licenciés par leurs clubs. Cependant, tous les matches sont considérés comme internationaux par la FIFA, et ils sont comptés dans le classement mondial de la FIFA par le même coefficient que les matches amicaux. Comme la précédente Coupe des Confédérations, la compétition était considérée comme un précurseur de la Coupe du monde 2022. Le prix en argent a quintuplé par rapport à l'édition 2012, le gagnant recevant cinq millions de dollars et le deuxième recevant trois millions de dollars. L'assistance à toutes les étapes du tournoi a atteint 571 605 spectateurs, avec une moyenne de 17 863 spectateurs par match.
Au total, 32 matchs ont été joués, au cours desquels 83 buts ont été marqués, à une moyenne de 2,59 buts par match. Le premier match a eu lieu le 30 novembre 2021 au Stade Ahmed-ben-Ali d'Al Rayyan, entre la Tunisie et la Mauritanie lors de la phase de groupes et s'est terminé par une victoire tunisienne 5-1. Le plus gros résultat enregistré dans le tournoi est de 5-0 et il s'est produit deux fois, la première lorsque l'Égypte a battu le Soudan en phase de groupes, et la deuxième fois lorsque le Qatar a battu les Émirats arabes unis en quart de finale, lors de dont la plus grande participation de foule a été enregistrée dans le tournoi Le nombre estimé de 63 439 spectateurs au Stade Al Bayt, qui a ensuite été considéré comme la plus grande participation publique à un match de football de l'histoire du Qatar.
L'Algérie a remporté la Coupe arabe pour la première fois après avoir remporté le match final contre la Tunisie 0-2 après prolongation au Stade Al Bayt, en présence de 60 456 spectateurs. Le Qatar s'est classé troisième après sa victoire sur l'Égypte, qui s'est classée quatrième. Le Tunisien Seifeddine Jaziri a terminé le tournoi en tant que meilleur buteur du tournoi, marquant quatre buts et recevant le Soulier d'or, l'Algérien Yacine Brahimi a remporté le Ballon d'or du meilleur joueur, tandis que son compatriote Raïs M'Bolhi a remporté le Gant d'or du meilleur. Le Maroc a également remporté le prix du fair-play.

## Participants

Équipes qualifiées sans tour de qualification.
Équipes qualifiées après le tour de qualification.
Équipes qui n'ont pas réussi à se qualifier.
Pays non membres de l'UAFA.

Sur les 23 équipes participantes, les neuf meilleures équipes basées sur le classement FIFA d'avril 2021 se sont directement qualifiées pour la phase de groupes, tandis que les 14 équipes restantes ont disputé sept matches aller simple, avec sept équipes se qualifiant pour la phase de groupes. Lors de la phase de groupes, il y avait quatre groupes de quatre équipes dans un format de tournoi à la ronde, les deux meilleures équipes de chaque groupe se qualifiant pour la phase à élimination directe, qui comprenait des quarts de finale, des demi-finales, un barrage pour le troisième lieu et la finale.
Les 14 équipes des éliminatoires ont été jumelées en fonction de leur classement FIFA d'avril 2021 : l'équipe la mieux classée des éliminatoires, Oman, a joué contre l'équipe la moins bien classée, la Somalie. Le Liban, la deuxième équipe la mieux classée, a joué contre Djibouti, la deuxième équipe la moins bien classée, et ainsi de suite. Les équipes qui ont remporté les matchs de qualification 1, 2 et 3 occupaient les positions 2, 3 et 4 dans le pot 3, et les équipes restantes ont été placées dans le pot 4 dans l'ordre.
Le Soudan du Sud a perdu son match de qualification en raison du nombre élevé de cas de COVID-19 parmi la délégation du Soudan du Sud. La FAF a décidé en juillet 2020 d'envoyer l'Algérie A'(équipe locale), cependant, leur équipe finale comprenait des joueurs d'autres ligues arabes pour renforcer l'équipe. La FRMF a également décidé d'envoyer le Maroc A '(équipe locale), mais elle a également renforcé plus tard l'équipe avec des joueurs d'autres ligues arabes.

### Liste des participants
légende
- Équipes qualifiées pour la Coupe arabe sans tour de qualification
- Équipes qualifiées pour la Coupe arabe après le tour de qualification
- Équipes qui n'ont pas réussi à se qualifier pour la Coupe arabe après le tour de qualification

| Équipe                 | Confédération | Participation No | Participations précédentes                         | Classement FIFA |
| ---------------------- | ------------- | ---------------- | -------------------------------------------------- | --------------- |
| Tunisie                | CAF           | 3e               | 2 (1963, 1988)                                     | 26              |
| Algérie                | CAF           | 3e               | 2 (1988, 1998)                                     | 33              |
| Maroc                  | CAF           | 4e               | 3 (1998, 2002, 2012)                               | 34              |
| Égypte                 | CAF           | 5e               | 4 (1988, 1992, 1998, 2012)                         | 46              |
| Qatar (hôte)           | AFC           | 3e               | 2 (1985, 1998)                                     | 58              |
| Arabie saoudite        | AFC           | 7e               | 6 (1985, 1988, 1992, 1998, 2002, 2012)             | 65              |
| Irak                   | AFC           | 6e               | 5 (1964, 1966, 1985, 1988, 2012)                   | 68              |
| Émirats arabes unis    | AFC           | 2e               | 1 (1998)                                           | 73              |
| Syrie                  | AFC           | 8e               | 7 (1963, 1966, 1988, 1992, 1998, 2002, 2012)       | 79              |
| Oman                   | AFC           | 2e               | 1 (1966)                                           | 80              |
| Liban                  | AFC           | 8e               | 7 (1963, 1964, 1966, 1988, 1998, 2002, 2012)       | 93              |
| Jordanie               | AFC           | 9e               | 8 (1963, 1964, 1966, 1985, 1988, 1992, 1998, 2002) | 95              |
| Bahreïn                | AFC           | 6e               | 5 (1966, 1985, 1988, 2002, 2012)                   | 99              |
| Mauritanie             | CAF           | 2e               | 1 (1985)                                           | 101             |
| Palestine              | AFC           | 5e               | 4 (1966, 1992, 2002, 2012)                         | 104             |
| Soudan                 | CAF           | 4e               | 3 (1998, 2002, 2012)                               | 123             |
| Libye                  | CAF           | —                | 4 (1964, 1966, 1998, 2012)                         | 119             |
| Comores                | CAF           | —                | —                                                  | 131             |
| Yémen                  | AFC           | —                | 3 (1966, 2002, 2012)                               | 145             |
| Koweït                 | AFC           | —                | 8 (1963, 1964, 1966, 1988, 1992, 1998, 2002, 2012) | 148             |
| Soudan du Sud (invité) | CAF           | —                | —                                                  | 169             |
| Djibouti               | CAF           | —                | —                                                  | 183             |
| Somalie                | CAF           | —                | —                                                  | 197             |

## Arbitres
En octobre 2021, la FIFA a nommé 12 arbitres et 24 arbitres assistants des six confédérations, trois d'Amérique du Sud, deux d'Asie, d'Afrique, d'Amérique du Nord et d'Europe, et un arbitre d'Océanie. À l'exception d'Andrés Matonte (Uruguay) et de Facundo Tello (Argentine), tous les arbitres avaient déjà officié des matches dans un tournoi continental. L'Iranien Alireza Faghani, le Japonais Ryūji Satō, le Gambien Bakary Gassama, le Zambien Janny Sikazwe et le Néo-Zélandais Matthew Conger ont également participé à la Coupe du monde de football 2018 en Russie.
Les candidats arbitres ont été utilisés au moins deux fois. L'arbitre iranien Alireza Faghani a arbitré le match d'ouverture entre la Tunisie et la Mauritanie. L'Allemand Daniel Siebert était responsable du match final entre la Tunisie et l'Algérie, et il est l'arbitre le plus arbitré pour les matches du tournoi avec quatre matches.
| Confédération | Arbitres                           | Arbitres assistants                                        | Arbitres assistants vidéo                                                                                              |
| ------------- | ---------------------------------- | ---------------------------------------------------------- | --- |
| AFC           | Alireza Faghani (Iran)             | Mohammadreza Mansouri (Iran) Mohammadreza Abolfazli (Iran) | Shaun Evans (Australie) Abdulla Al Marri (Qatar) Hiroyuki Kimura (Japon)                                               |
| AFC           | Ryūji Satō (Japon)                 | Hiroshi Yamauchi (Japon) Jun Mihara (Japon)                | Shaun Evans (Australie) Abdulla Al Marri (Qatar) Hiroyuki Kimura (Japon)                                               |
| CAF           | Bakary Gassama (Gambie)            | Djibril Camara (Sénégal) Elvis Noupue (Cameroun)           | Rédouane Jiyed (Maroc) Ibrahim Nour El Din (Égypte)                                                                    |
| CAF           | Janny Sikazwe (Zambia)             | Zakhele Siwela (South Africa) Jerson dos Santos (Angola)   | Rédouane Jiyed (Maroc) Ibrahim Nour El Din (Égypte)                                                                    |
| CONCACAF      | Said Martínez (Honduras)           | Walter López (Honduras) Christian Ramirez (Honduras)       | Adonai Escobedo (Mexique) Fernando Guerrero (Mexique) Jair Marrufo (United States)                                     |
| CONCACAF      | Fernando Hernández Gómez (Mexique) | Micheal Barwegen (Canada) Karen Diaz Medina (Mexique)      | Adonai Escobedo (Mexique) Fernando Guerrero (Mexique) Jair Marrufo (United States)                                     |
| CONMEBOL      | Andrés Matonte (Uruguay)           | Martin Soppi (Uruguay) Carlos Barreiro (Uruguay)           | Eber Aquino (Paraguay) Leodán González (Uruguay) Rafael Traci (Brésil) Juan Soto (Venezuela)                           |
| CONMEBOL      | Wilton Sampaio (Brésil)            | Danilo Manis (Brésil) Bruno Pires (Brésil)                 | Eber Aquino (Paraguay) Leodán González (Uruguay) Rafael Traci (Brésil) Juan Soto (Venezuela)                           |
| CONMEBOL      | Facundo Tello (Argentine)          | Ezequiel Brailovsky (Argentine) Gabriel Chade (Argentine)  | Eber Aquino (Paraguay) Leodán González (Uruguay) Rafael Traci (Brésil) Juan Soto (Venezuela)                           |
| OFC           | Matthew Conger (Nouvelle-Zélande)  | Tevita Makasini (Tonga) Bernard Mutukera (Îles Salomon)    | |
| UEFA          | Szymon Marciniak (Pologne)         | Paweł Sokolnicki (Pologne) Tomasz Listkiewicz (Pologne)    | Tomasz Kwiatkowski (Pologne) Guillermo Cuadra Fernández (Espagne) Christian Dingert (Allemagne) Fabio Maresca (Italie) |
| UEFA          | Daniel Siebert (Allemagne)         | Rafael Foltyn (Allemagne) Christian Gittelmann (Allemagne) | Tomasz Kwiatkowski (Pologne) Guillermo Cuadra Fernández (Espagne) Christian Dingert (Allemagne) Fabio Maresca (Italie) |

## Villes et stades
La compétition se déroule dans six des stades accueillant la Coupe du monde 2022.
| \| Doha Al-Khor Al Wakrah Al Rayyan \| |
| Doha Al-Khor Al Wakrah Al Rayyan       |

| Doha Al-Khor Al Wakrah Al Rayyan |

## Tour de qualification
Les 14 équipes les moins bien classées au classement mondial de la FIFA se sont rencontrées le 7 avril 2021, lors d'un seul match à élimination directe. L'équipe la mieux classée a rencontré l'équipe la moins bien classée, la deuxième meilleure a joué la deuxième, et ainsi de suite.
Le match entre la Jordanie et leurs adversaires du Soudan du Sud a été annulé, en raison de cas d'infection au COVID-19 pour huit joueurs sud-soudanais. La FIFA a décerné une victoire 3-0 en faveur de la Jordanie.
| Têtes de série                                                                               | Non-têtes de série                                                                                   |
| -------------------------------------------------------------------------------------------- | --- |
| Oman (80) Liban (93) Jordanie (95) Bahreïn (99) Mauritanie (101) Palestine (104) Libye (119) | Soudan (123) Comores (131) Yémen (145) Koweït (148) Soudan du Sud (169) Djibouti (183) Somalie (197) |

### Sommaire
Les matchs se jouent du 19 au 25 juin 2021 au Qatar.
| Match | Date         | Lieu                                | Équipe 1   | Résultat     | Équipe 2      |
| ----- | ------------ | ----------------------------------- | ---------- | ------------ | ------------- |
| 1     | 20 juin 2021 | Stade Jassim-bin-Hamad, Doha        | Oman       | 2 - 1        | Somalie       |
| 2     | 23 juin 2021 | Khalifa International Stadium, Doha | Liban      | 1 - 0        | Djibouti      |
| 3     | 21 juin 2021 | Khalifa International Stadium, Doha | Jordanie   | Q. - forfait | Soudan du Sud |
| 4     | 25 juin 2021 | Khalifa International Stadium, Doha | Bahreïn    | 2 - 0        | Koweït        |
| 5     | 22 juin 2021 | Stade Jassim-bin-Hamad, Doha        | Mauritanie | 2 - 0        | Yémen         |
| 6     | 24 juin 2021 | Stade Jassim-bin-Hamad, Doha        | Palestine  | 5 - 1        | Comores       |
| 7     | 19 juin 2021 | Khalifa International Stadium, Doha | Libye      | 0 - 1        | Soudan        |

| Match de qualification 1   | Oman                                              | 2 – 1   | Somalie        | Stade Jassim-bin-Hamad, Doha                             |                                                          |
| 20 juin 2021 20 h 00 UTC+3 | Al-Ghassani (en) 11e · Al-Yahyaei (en) 36e (pen.) | (2 – 0) | 54e Gigli (en) | Arbitrage : Benoît Bastien Arbitre vidéo : Willy Delajod | Arbitrage : Benoît Bastien Arbitre vidéo : Willy Delajod |
| 20 juin 2021 20 h 00 UTC+3 | Rapport                                           |         |                | Arbitrage : Benoît Bastien Arbitre vidéo : Willy Delajod | Arbitrage : Benoît Bastien Arbitre vidéo : Willy Delajod |

| Match de qualification 2   | Liban        | 1 – 0   | Djibouti | Khalifa International Stadium, Doha                      |                                                          |
| 23 juin 2021 20 h 00 UTC+3 | El-Helwe 46e | (0 – 0) |          | Arbitrage : Benoît Bastien Arbitre vidéo : Willy Delajod | Arbitrage : Benoît Bastien Arbitre vidéo : Willy Delajod |
| 23 juin 2021 20 h 00 UTC+3 | Rapport      |         |          | Arbitrage : Benoît Bastien Arbitre vidéo : Willy Delajod | Arbitrage : Benoît Bastien Arbitre vidéo : Willy Delajod |

| Match de qualification 3   | Jordanie        | Q. - Forfait | Soudan du Sud | Khalifa International Stadium, Doha |
| 21 juin 2021 20 h 00 UTC+3 |                 |              |               |                                     |
|                            | Annonce Forfait |              |               |                                     |

| Match de qualification 4   | Bahreïn                               | 2 – 0   | Koweït | Khalifa International Stadium, Doha                        |                                                            |
| 25 juin 2021 20 h 00 UTC+3 | Haram (en) 74e · Sayed Isa (en) 90+4e | (0 – 0) |        | Arbitrage : Mustapha Ghorbal Arbitre vidéo : Willy Delajod | Arbitrage : Mustapha Ghorbal Arbitre vidéo : Willy Delajod |
| 25 juin 2021 20 h 00 UTC+3 | Rapport                               |         |        | Arbitrage : Mustapha Ghorbal Arbitre vidéo : Willy Delajod | Arbitrage : Mustapha Ghorbal Arbitre vidéo : Willy Delajod |

| Match de qualification 5   | Mauritanie              | 2 – 0   | Yémen | Stade Jassim-bin-Hamad, Doha                                |                                                             |
| 22 juin 2021 20 h 00 UTC+3 | Diakité 18e · Tanjy 85e | (1 – 0) |       | Arbitrage : Maurizio Mariani Arbitre vidéo : Daniele Doveri | Arbitrage : Maurizio Mariani Arbitre vidéo : Daniele Doveri |
| 22 juin 2021 20 h 00 UTC+3 | Rapport                 |         |       | Arbitrage : Maurizio Mariani Arbitre vidéo : Daniele Doveri | Arbitrage : Maurizio Mariani Arbitre vidéo : Daniele Doveri |

| Match de qualification 6   | Palestine                                                        | 5 – 1   | Comores    | Stade Jassim-bin-Hamad, Doha                           |                                                        |
| 24 juin 2021 20 h 00 UTC+3 | Kharoub (en) 35e · Dabbagh 42e · Seyam 56e 72e · Batran (en) 81e | (2 – 1) | 5e Djoumoi | Arbitrage : Daniele Doveri Arbitre vidéo : Marco Guida | Arbitrage : Daniele Doveri Arbitre vidéo : Marco Guida |
| 24 juin 2021 20 h 00 UTC+3 | Rapport                                                          |         |            | Arbitrage : Daniele Doveri Arbitre vidéo : Marco Guida | Arbitrage : Daniele Doveri Arbitre vidéo : Marco Guida |

| Match de qualification 7   | Libye   | 0 – 1   | Soudan                       | Khalifa International Stadium, Doha                                |                                                                    |
| 19 juin 2021 20 h 00 UTC+3 |         | (0 – 1) | 15e (pen.) Abdel Rahman (en) | Arbitrage : Saoud Ali Al-Adba Arbitre vidéo : Abdulla Ali Al Marri | Arbitrage : Saoud Ali Al-Adba Arbitre vidéo : Abdulla Ali Al Marri |
| 19 juin 2021 20 h 00 UTC+3 | Rapport |         |                              | Arbitrage : Saoud Ali Al-Adba Arbitre vidéo : Abdulla Ali Al Marri | Arbitrage : Saoud Ali Al-Adba Arbitre vidéo : Abdulla Ali Al Marri |

## Phase finale

### Tirage au sort
Le tirage au sort de la phase de groupes a eu lieu le 27 avril 2021 à 21 h 00 (UTC+3) à l'opéra Katara de Doha. Elle était dirigée par Manolo Zubiria, directeur des compétitions de la FIFA, et quatre anciens joueurs : Wael Gomaa (Égypte), Nawaf Al-Temyat (Arabie saoudite), Haitham Mustafa (Soudan) et Younis Mahmoud (Irak).
Les seize équipes ont été réparties en quatre groupes de quatre équipes. Le tirage au sort a commencé avec le pot 1 et s'est terminé avec le pot 4, à partir duquel une équipe a été tirée au sort et affectée au premier groupe disponible à la position de son pot (c'est-à-dire la position 1 pour le pot 1).
Les hôtes du Qatar ont été automatiquement classés dans le pot 1 et affectés à la position A1, tandis que les équipes restantes automatiquement qualifiées ont été classées dans leurs pots respectifs sur la base du classement mondial de la FIFA d'avril 2021 (indiqué entre parenthèses ci-dessous). La Syrie, l'équipe la moins bien classée qui s'est automatiquement qualifiée, a été rejointe dans le pot 3 par les vainqueurs des matches de qualification 1 à 3, tandis que le pot 4 contenait les vainqueurs des matches de qualification 4 à 7. L'Algérie, en tant que vainqueur de la Coupe d'Afrique des nations 2019, ont été affectés au poste D1.
| Chapeau 1                                                   | Chapeau 2                                                           | Chapeau 3                                     | Chapeau 4                                                  |
| ----------------------------------------------------------- | ------------------------------------------------------------------- | --------------------------------------------- | ---------------------------------------------------------- |
| Qatar (pays hôte) (58) Tunisie (26) Algérie (33) Maroc (34) | Égypte (46) Arabie saoudite (65) Irak (68) Émirats arabes unis (73) | Syrie (79) Oman (80) Liban (93) Jordanie (95) | Bahreïn (99) Mauritanie (101) Palestine (104) Soudan (123) |

| Groupe A | Groupe B            | Groupe C        | Groupe D |
| -------- | ------------------- | --------------- | -------- |
| Qatar    | Tunisie             | Maroc           | Algérie  |
| Irak     | Émirats arabes unis | Arabie saoudite | Égypte   |
| Oman     | Syrie               | Jordanie        | Liban    |
| Bahreïn  | Mauritanie          | Palestine       | Soudan   |

### Cérémonie d'ouverture
La cérémonie d'ouverture a lieu le 30 novembre, à 17 h 00, heure locale, au stade Al Bayt à Al-Khor, avant le coup d'envoi du match Qatar-Bahreïn. Deux-cent-vingt danseurs, 75 musiciens et 45 Fan Leaders issus de 48 pays différents prennent part à la cérémonie composée de représentations musicales et d'une présentation de l'histoire arabe. Elle voit l'utilisation d'hologrammes pour faire apparaître de célèbres chanteurs comme la diva Fairuz.
Un medley des hymnes nationaux de tous les nations participantes (qualifications incluses) est chanté par un duo homme/femme accompagné au piano, avec les drapeaux concernés projetés sur la pelouse à chaque morceau. La cérémonie, qui se tient en présence du président de la FIFA Gianni Infantino et de l'Émir du Qatar Tamim ben Hamad Al Thani, se conclut sur un spectacle pyrotechnique,,.

### Trophée
La coupe du championnat a été dévoilée le 22 novembre 2021. La coupe de ce tournoi se distinguait par sa fabrication en or pur, elle comportait également une carte du monde arabe et le mot « Mawtini » d'après le poème d'Ibrahim Touqan, ainsi qu'une base solide d'or représentant la solidarité arabe et les ondulations latérales imitant les anciennes routes commerciales arabes.
La tournée de trophée du mondiale arabe a commencé avant le début du tournoi et comprenait un certain nombre de ministères, d'institutions et d'écoles d'État, ainsi que les monuments et sites touristiques les plus importants, tels que Souq Waqif, Katara Cultural Village, Msheireb Downtown Doha et Aspire Zone, en plus des célèbres centres commerciaux tels que Mall of Qatar, Doha Festival City et autres, afin de promouvoir le tournoi et d'inciter le public à réserver des billets pour les matchs.

### Premier tour
Le format du premier tour est celui d'un tournoi toutes rondes simple. Chaque équipe joue un match contre toutes les autres équipes du même groupe.
- Victoire : 3 points ;
- Match nul : 1 point ;
- Défaite : 0 point.

En cas d'égalité de points entre équipes dans un groupe, les critères de classement suivants sont utilisés :
1. la meilleure différence de buts ;
2. le plus grand nombre de buts ;

Sur la base des deux critères susmentionnés, si deux équipes ou plus restent à égalité, elles sont départagées suivant :
1. le plus grand nombre de points obtenus entre les équipes concernées ;
2. la meilleure différence de buts particulière entre les équipes concernées ;
3. le plus grand nombre de buts marqués entre les équipes concernées ;
4. le critère disciplinaire suivant le barème négatif : 1 point pour un avertissement non suivi d'une expulsion, 3 points pour le second avertissement dans un même match entraînant une expulsion, 4 points pour une expulsion directe, 5 points pour un avertissement suivi plus tard d'une expulsion directe. Seule une de ces quatre pénalités est appliquée à un joueur par match (pas de cumul sur un joueur lors d'un même match) ;
5. si le départage n'est pas possible après épuisement de tous les critères, un tirage au sort est effectué en dernier recours.

Légende
- Équipe qualifiée
- Équipe éliminée

#### Groupe A
| Rang | Équipe  | Pts | J | G | N | P | Bp | Bc | Diff |
| ---- | ------- | --- | - | - | - | - | -- | -- | ---- |
| 1    | Qatar   | 9   | 3 | 3 | 0 | 0 | 6  | 1  | +5   |
| 2    | Oman    | 4   | 3 | 1 | 1 | 1 | 5  | 3  | +2   |
| 3    | Irak    | 2   | 3 | 0 | 2 | 1 | 1  | 4  | -3   |
| 4    | Bahreïn | 1   | 3 | 0 | 1 | 2 | 0  | 4  | -4   |

1re journée
| Match 1                        | Qatar                                     | 1 – 0   | Bahreïn                                        | Stade Al Bayt, Al-Khor                                          |                                                                 |
| 30 novembre 2021 19 h 30 UTC+3 | Hatem 69e                                 | (0 – 0) |                                                | Arbitrage : Szymon Marciniak Arbitre vidéo : Tomasz Kwiatkowski | Arbitrage : Szymon Marciniak Arbitre vidéo : Tomasz Kwiatkowski |
| 30 novembre 2021 19 h 30 UTC+3 | Ahmed 37e · Pedro Miguel 44e · Madibo 53e | Rapport | 29e Al Hayam · 41e Redha (en) · 57e Dhiya (en) | Arbitrage : Szymon Marciniak Arbitre vidéo : Tomasz Kwiatkowski | Arbitrage : Szymon Marciniak Arbitre vidéo : Tomasz Kwiatkowski |

| Match 3                        | Irak                     | 1 – 1   | Oman                                  | Stade Al-Janoub, Al Wakrah                             |                                                        |
| 30 novembre 2021 16 h 00 UTC+3 | Abdulkareem 90+8e (pen.) | (0 – 0) | 78e (pen.) Al-Yahyaei (en)            | Arbitrage : Said Martínez Arbitre vidéo : Jair Marrufo | Arbitrage : Said Martínez Arbitre vidéo : Jair Marrufo |
| 30 novembre 2021 16 h 00 UTC+3 | Kasim (en) 50e, 68e      | Rapport | 13e Al-Khamisi · 90+6e Al-Harthi (en) | Arbitrage : Said Martínez Arbitre vidéo : Jair Marrufo | Arbitrage : Said Martínez Arbitre vidéo : Jair Marrufo |

2e journée
| Match 9                       | Bahreïn                                                | 0 – 0   | Irak                      | Stade d'Al-Thumama, Doha                                 |                                                          |
| 3 décembre 2021 13 h 00 UTC+3 |                                                        | (0 – 0) |                           | Arbitrage : Janny Sikazwe Arbitre vidéo : Redouane Jiyed | Arbitrage : Janny Sikazwe Arbitre vidéo : Redouane Jiyed |
| 3 décembre 2021 13 h 00 UTC+3 | Al-Humaidan (en) 57e · Madan (en) 86e · Baqer (en) 87e | Rapport | 16e Jassim · 90+2e Farhan | Arbitrage : Janny Sikazwe Arbitre vidéo : Redouane Jiyed | Arbitrage : Janny Sikazwe Arbitre vidéo : Redouane Jiyed |

| Match 10                      | Oman              | 1 – 2   | Qatar                                     | Education City Stadium, Al Rayyan                       |                                                         |
| 3 décembre 2021 16 h 00 UTC+3 | Al-Hajri (en) 74e | (0 – 1) | 21e (pen.) Afif · 90+7e (csc) Durbin (en) | Arbitrage : Wilton Sampaio Arbitre vidéo : Rafael Traci | Arbitrage : Wilton Sampaio Arbitre vidéo : Rafael Traci |
| 3 décembre 2021 16 h 00 UTC+3 | Rapport           |         |                                           | Arbitrage : Wilton Sampaio Arbitre vidéo : Rafael Traci | Arbitrage : Wilton Sampaio Arbitre vidéo : Rafael Traci |

3e journée
| Match 19                      | Oman                                                     | 3 – 0   | Bahreïn | Stade Ahmed-ben-Ali, Al Rayyan                         |                                                        |
| 6 décembre 2021 22 h 00 UTC+3 | R.Al-Alawi (en) 41e · A.Al-Alawi 50e · Al-Hajri (en) 59e | (1 – 0) |         | Arbitrage : Ryūji Satō Arbitre vidéo : Hiroyuki Kimura | Arbitrage : Ryūji Satō Arbitre vidéo : Hiroyuki Kimura |
| 6 décembre 2021 22 h 00 UTC+3 | Al-Harthi (en) 34e                                       | Rapport |         | Arbitrage : Ryūji Satō Arbitre vidéo : Hiroyuki Kimura | Arbitrage : Ryūji Satō Arbitre vidéo : Hiroyuki Kimura |

| Match 20                      | Qatar                                       | 3 – 0   | Irak | Stade Al Bayt, Al-Khor                                 |                                                        |
| 6 décembre 2021 22 h 00 UTC+3 | Almoez Ali 82e · Afif 84e · Al Haidos 90+3e | (0 – 0) |      | Arbitrage : Bakary Gassama Arbitre vidéo : Shaun Evans | Arbitrage : Bakary Gassama Arbitre vidéo : Shaun Evans |
| 6 décembre 2021 22 h 00 UTC+3 | Rapport                                     |         |      | Arbitrage : Bakary Gassama Arbitre vidéo : Shaun Evans | Arbitrage : Bakary Gassama Arbitre vidéo : Shaun Evans |

#### Groupe B
| Rang | Équipe              | Pts | J | G | N | P | Bp | Bc | Diff |
| ---- | ------------------- | --- | - | - | - | - | -- | -- | ---- |
| 1    | Tunisie             | 6   | 3 | 2 | 0 | 1 | 6  | 3  | +3   |
| 2    | Émirats arabes unis | 6   | 3 | 2 | 0 | 1 | 3  | 2  | +1   |
| 3    | Syrie               | 3   | 3 | 1 | 0 | 2 | 4  | 4  | 0    |
| 4    | Mauritanie          | 3   | 3 | 1 | 0 | 2 | 3  | 7  | -4   |

1re journée
| Match 2                        | Tunisie                                             | 5 – 1   | Mauritanie                | Stade Ahmed-ben-Ali, Al Rayyan                               |                                                              |
| 30 novembre 2021 13 h 00 UTC+3 | Jaziri 39e 45+2e · Ben Larbi 42e 51e · Msakni 90+1e | (3 – 1) | 45+12e (pen.) Bessam (en) | Arbitrage : Alireza Faghani Arbitre vidéo : Abdulla Al-Marri | Arbitrage : Alireza Faghani Arbitre vidéo : Abdulla Al-Marri |
| 30 novembre 2021 13 h 00 UTC+3 | Ben Romdhane 52e · Sassi 54e                        | Rapport | 30e Ba                    | Arbitrage : Alireza Faghani Arbitre vidéo : Abdulla Al-Marri | Arbitrage : Alireza Faghani Arbitre vidéo : Abdulla Al-Marri |

| Match 4                        | Émirats arabes unis                | 2 – 1   | Syrie              | Stade 974, Doha                                       |                                                       |
| 30 novembre 2021 22 h 00 UTC+3 | Caio (en) 24e · Ali Saleh (en) 30e | (2 – 0) | 60e Al Salama (en) | Arbitrage : Janny Sikazwe Arbitre vidéo : Shaun Evans | Arbitrage : Janny Sikazwe Arbitre vidéo : Shaun Evans |
| 30 novembre 2021 22 h 00 UTC+3 | Khamis 52e                         | Rapport |                    | Arbitrage : Janny Sikazwe Arbitre vidéo : Shaun Evans | Arbitrage : Janny Sikazwe Arbitre vidéo : Shaun Evans |

2e journée
| Match 11                      | Mauritanie | 0 – 1   | Émirats arabes unis       | Stade 974, Doha                                      |                                                      |
| 3 décembre 2021 19 h 00 UTC+3 |            | (0 – 0) | 90+3e Al-Hammadi (en)     | Arbitrage : Andrés Matonte Arbitre vidéo : Juan Soto | Arbitrage : Andrés Matonte Arbitre vidéo : Juan Soto |
| 3 décembre 2021 19 h 00 UTC+3 | Diaw 45e   | Rapport | 15e Caio (en) · 85e Abbas | Arbitrage : Andrés Matonte Arbitre vidéo : Juan Soto | Arbitrage : Andrés Matonte Arbitre vidéo : Juan Soto |

| Match 12                      | Syrie                               | 2 – 0   | Tunisie                            | Stade Al Bayt, Al-Khor                                                        |                                                                               |
| 3 décembre 2021 22 h 00 UTC+3 | Kass Kawo (en) 4e · Anz (en) 47e    | (1 – 0) |                                    | Arbitrage : Fernando Hernández Gómez Arbitre vidéo : Adonai Escobedo González | Arbitrage : Fernando Hernández Gómez Arbitre vidéo : Adonai Escobedo González |
| 3 décembre 2021 22 h 00 UTC+3 | Jenyat (en) 7e · Al Khouli (en) 49e | Rapport | 45+10e Ben Romdhane · 75e Chaalali | Arbitrage : Fernando Hernández Gómez Arbitre vidéo : Adonai Escobedo González | Arbitrage : Fernando Hernández Gómez Arbitre vidéo : Adonai Escobedo González |

3e journée
| Match 17                      | Syrie             | 1 – 2   | Mauritanie                    | Stade Al-Janoub, Al Wakrah                              |                                                         |
| 6 décembre 2021 18 h 00 UTC+3 | Al Baher (en) 52e | (0 – 0) | 50e Soueid (en) · 90+5e Tanjy | Arbitrage : Wilton Sampaio Arbitre vidéo : Rafael Traci | Arbitrage : Wilton Sampaio Arbitre vidéo : Rafael Traci |
| 6 décembre 2021 18 h 00 UTC+3 | Mohammad (en) 39e | Rapport | 3e Niass (en) · 81e Traoré    | Arbitrage : Wilton Sampaio Arbitre vidéo : Rafael Traci | Arbitrage : Wilton Sampaio Arbitre vidéo : Rafael Traci |

| Match 18                      | Tunisie       | 1 – 0   | Émirats arabes unis                            | Stade d'Al-Thumama, Doha                                     |                                                              |
| 6 décembre 2021 18 h 00 UTC+3 | Jaziri 10e    | (1 – 0) |                                                | Arbitrage : Daniel Siebert Arbitre vidéo : Christian Dingert | Arbitrage : Daniel Siebert Arbitre vidéo : Christian Dingert |
| 6 décembre 2021 18 h 00 UTC+3 | Ben Hmida 86e | Rapport | 25e Al-Zaabi (it) · 30e Abbas · 48e Salem (en) | Arbitrage : Daniel Siebert Arbitre vidéo : Christian Dingert | Arbitrage : Daniel Siebert Arbitre vidéo : Christian Dingert |

#### Groupe C
| Rang | Équipe          | Pts | J | G | N | P | Bp | Bc | Diff |
| ---- | --------------- | --- | - | - | - | - | -- | -- | ---- |
| 1    | Maroc           | 9   | 3 | 3 | 0 | 0 | 9  | 0  | +9   |
| 2    | Jordanie        | 6   | 3 | 2 | 0 | 1 | 6  | 5  | +1   |
| 3    | Arabie saoudite | 1   | 3 | 0 | 1 | 2 | 1  | 3  | -2   |
| 4    | Palestine       | 1   | 3 | 0 | 1 | 2 | 2  | 10 | -8   |

1re journée
| Match 7                         | Maroc                                           | 4 – 0   | Palestine        | Stade d'Al-Janoub, Al Wakrah                           |                                                        |
| 1er décembre 2021 19 h 00 UTC+3 | Nahiri 31e · Hafidi 56e 64e · Benoun 87e (pen.) | (1 – 0) |                  | Arbitrage : Matthew Conger Arbitre vidéo : Shaun Evans | Arbitrage : Matthew Conger Arbitre vidéo : Shaun Evans |
| 1er décembre 2021 19 h 00 UTC+3 | Chibi 40e                                       | Rapport | 29e Kharoub (en) | Arbitrage : Matthew Conger Arbitre vidéo : Shaun Evans | Arbitrage : Matthew Conger Arbitre vidéo : Shaun Evans |

| Match 8                         | Arabie saoudite                    | 0 – 1   | Jordanie                            | Education City Stadium, Al Rayyan                       |                                                         |
| 1er décembre 2021 22 h 00 UTC+3 |                                    | (0 – 0) | 62e (csc) Al-Dawsari                | Arbitrage : Bakary Gassama Arbitre vidéo : Jair Marrufo | Arbitrage : Bakary Gassama Arbitre vidéo : Jair Marrufo |
| 1er décembre 2021 22 h 00 UTC+3 | Al-Ammar 47e · Al-Dawsari 56e, 73e | Rapport | 51e Suleiman (en) · 53e Haddad (en) | Arbitrage : Bakary Gassama Arbitre vidéo : Jair Marrufo | Arbitrage : Bakary Gassama Arbitre vidéo : Jair Marrufo |

2e journée
| Match 13                      | Jordanie                      | 0 – 4   | Maroc                                                     | Stade Ahmed-ben-Ali, Al Rayyan                      |                                                     |
| 4 décembre 2021 13 h 00 UTC+3 |                               | (0 – 3) | 4e Jabrane · 25e Benoun · 45+3e Chibi · 88e (pen.) Rahimi | Arbitrage : Facundo Tello Arbitre vidéo : Juan Soto | Arbitrage : Facundo Tello Arbitre vidéo : Juan Soto |
| 4 décembre 2021 13 h 00 UTC+3 | Abu Hasheesh 41e · Nassib 66e | Rapport |                                                           | Arbitrage : Facundo Tello Arbitre vidéo : Juan Soto | Arbitrage : Facundo Tello Arbitre vidéo : Juan Soto |

| Match 16                      | Palestine    | 1 – 1   | Arabie saoudite | Education City Stadium, Al Rayyan                           |                                                             |
| 4 décembre 2021 22 h 00 UTC+3 | Rashid 45+2e | (1 – 0) | 81e Al-Hamdan   | Arbitrage : Said Martínez Arbitre vidéo : Fernando Guerrero | Arbitrage : Said Martínez Arbitre vidéo : Fernando Guerrero |
| 4 décembre 2021 22 h 00 UTC+3 | Kharoub 66e  | Rapport | 59e Abdulhamid  | Arbitrage : Said Martínez Arbitre vidéo : Fernando Guerrero | Arbitrage : Said Martínez Arbitre vidéo : Fernando Guerrero |

3e journée
| Match 21                      | Maroc                    | 1 – 0   | Arabie saoudite                                                           | Stade d'Al-Thumama, Doha                                   |                                                            |
| 7 décembre 2021 18 h 00 UTC+3 | El Berkaoui 45+4e (pen.) | (1 – 0) |                                                                           | Arbitrage : Andrés Matonte Arbitre vidéo : Leodán González | Arbitrage : Andrés Matonte Arbitre vidéo : Leodán González |
| 7 décembre 2021 18 h 00 UTC+3 | El Moussaoui 45+1e       | Rapport | 53e, 79e Majrashi (en) · 55e Abdulhamid · 74e Al-Buraikan · 90e Al-Hamdan | Arbitrage : Andrés Matonte Arbitre vidéo : Leodán González | Arbitrage : Andrés Matonte Arbitre vidéo : Leodán González |

| Match 22                      | Jordanie                                                                           | 5 – 1   | Palestine   | Stade 974, Doha                                              |                                                              |
| 7 décembre 2021 19 h 00 UTC+3 | Suleiman (en) 9e (pen.) · Al-Dardour 24e · Al-Mardi (en) 82e · Al-Naimat 86e 90+1e | (2 – 1) | 44e Seyam   | Arbitrage : Alireza Faghani Arbitre vidéo : Abdulla Al-Marri | Arbitrage : Alireza Faghani Arbitre vidéo : Abdulla Al-Marri |
| 7 décembre 2021 19 h 00 UTC+3 |                                                                                    | Rapport | 45+2e Seyam | Arbitrage : Alireza Faghani Arbitre vidéo : Abdulla Al-Marri | Arbitrage : Alireza Faghani Arbitre vidéo : Abdulla Al-Marri |

#### Groupe D
| Rang | Équipe  | Pts | J | G | N | P | Bp | Bc | Diff |
| ---- | ------- | --- | - | - | - | - | -- | -- | ---- |
| 1    | Égypte  | 7   | 3 | 2 | 1 | 0 | 7  | 1  | +6   |
| 2    | Algérie | 7   | 3 | 2 | 1 | 0 | 7  | 1  | +6   |
| 3    | Liban   | 3   | 3 | 1 | 0 | 2 | 1  | 3  | -2   |
| 4    | Soudan  | 0   | 3 | 0 | 0 | 3 | 0  | 10 | -10  |

1re journée
| Match 5                         | Algérie                                        | 4 – 0   | Soudan | Stade Ahmed-ben-Ali, Al Rayyan                         |                                                        |
| 1er décembre 2021 13 h 00 UTC+3 | Bounedjah 11e 37e · Benlamri 43e · Soudani 46e | (3 – 0) |        | Arbitrage : Ryūji Satō Arbitre vidéo : Hiroyuki Kimura | Arbitrage : Ryūji Satō Arbitre vidéo : Hiroyuki Kimura |
| 1er décembre 2021 13 h 00 UTC+3 | Rapport                                        |         |        | Arbitrage : Ryūji Satō Arbitre vidéo : Hiroyuki Kimura | Arbitrage : Ryūji Satō Arbitre vidéo : Hiroyuki Kimura |

| Match 6                         | Égypte                         | 1 – 0   | Liban            | Stade d'Al-Thumama, Doha                                     |                                                              |
| 1er décembre 2021 16 h 00 UTC+3 | Magdy (en) 71e (pen.)          | (0 – 0) |                  | Arbitrage : Daniel Siebert Arbitre vidéo : Christian Dingert | Arbitrage : Daniel Siebert Arbitre vidéo : Christian Dingert |
| 1er décembre 2021 16 h 00 UTC+3 | Tawfik (en) 45+3e · Sherif 73e | Rapport | 86e Mansour (en) | Arbitrage : Daniel Siebert Arbitre vidéo : Christian Dingert | Arbitrage : Daniel Siebert Arbitre vidéo : Christian Dingert |

2e journée
| Match 14                      | Liban                                  | 0 – 2   | Algérie                     | Stade d'Al-Janoub, Al Wakrah                                    |                                                                 |
| 4 décembre 2021 16 h 00 UTC+3 |                                        | (0 – 0) | 69e Brahimi · 90+3e Meziani | Arbitrage : Szymon Marciniak Arbitre vidéo : Tomasz Kwiatkowski | Arbitrage : Szymon Marciniak Arbitre vidéo : Tomasz Kwiatkowski |
| 4 décembre 2021 16 h 00 UTC+3 | Ataya (en) 44e · El Zein (en) 45e, 83e | Rapport | 72e, 78e Mrezigue           | Arbitrage : Szymon Marciniak Arbitre vidéo : Tomasz Kwiatkowski | Arbitrage : Szymon Marciniak Arbitre vidéo : Tomasz Kwiatkowski |

| Match 15                      | Soudan                                           | 0 – 5   | Égypte                                                                      | Stade 974, Doha                                       |                                                       |
| 4 décembre 2021 19 h 00 UTC+3 |                                                  | (0 – 3) | 4e Refaat · 13e (pen.) Zizo · 31e Mah. Hamdy · 57e Faisal (en) · 78e Sherif | Arbitrage : Matthew Conger Arbitre vidéo : Kevin Blom | Arbitrage : Matthew Conger Arbitre vidéo : Kevin Blom |
| 4 décembre 2021 19 h 00 UTC+3 | Mozamil (en) 26e, 45+1e · Abdallah (en) 50e, 53e | Rapport | 75e Fathi                                                                   | Arbitrage : Matthew Conger Arbitre vidéo : Kevin Blom | Arbitrage : Matthew Conger Arbitre vidéo : Kevin Blom |

3e journée
| Match 23                      | Algérie                                                                | 1 – 1   | Égypte                                           | Stade d'Al-Janoub, Al Wakrah                                         |                                                                      |
| 7 décembre 2021 22 h 00 UTC+3 | Tougai 20e                                                             | (1 – 0) | 60e (pen.) El Sulaya                             | Arbitrage : Facundo Tello Arbitre vidéo : Guillermo Cuadra Fernández | Arbitrage : Facundo Tello Arbitre vidéo : Guillermo Cuadra Fernández |
| 7 décembre 2021 22 h 00 UTC+3 | Belaïli 40e · Tougai 60e · Draoui 71e · Soudani 90+2e · Titraoui 90+6e | Rapport | 18e Tawfik (en) · 39e Fathy (en) · 80e El Sulaya | Arbitrage : Facundo Tello Arbitre vidéo : Guillermo Cuadra Fernández | Arbitrage : Facundo Tello Arbitre vidéo : Guillermo Cuadra Fernández |

| Match 24                      | Liban                            | 1 – 0   | Soudan                              | Education City Stadium, Al Rayyan                                             |                                                                               |
| 7 décembre 2021 22 h 00 UTC+3 | Abu Eshrein (en) 76e (csc)       | (0 – 0) |                                     | Arbitrage : Fernando Hernández Gómez Arbitre vidéo : Adonai Escobedo González | Arbitrage : Fernando Hernández Gómez Arbitre vidéo : Adonai Escobedo González |
| 7 décembre 2021 22 h 00 UTC+3 | Dhaini (en) 58e · Ataya (en) 62e | Rapport | 19e Al Rashed (en) · 76e Wadah (en) | Arbitrage : Fernando Hernández Gómez Arbitre vidéo : Adonai Escobedo González | Arbitrage : Fernando Hernández Gómez Arbitre vidéo : Adonai Escobedo González |

### Phase à élimination directe
La phase à élimination directe est la deuxième et dernière étape du tournoi, après la phase de groupes. Cela a commencé le 10 décembre avec les quarts de finale et s'est terminé le 18 décembre après le match final qui s'est déroulé au stade Al Bayt à Al-Khor.
Les deux meilleures équipes de chaque groupe (8 au total) se qualifient pour la phase à élimination directe pour participer à un tournoi à élimination directe. Un match pour la troisième place a été joué entre les deux équipes perdantes en demi-finale.

Si le match est à égalité à la fin du temps de jeu initial, une prolongation est jouée (deux mi-temps de 15 minutes chacune) et suivie, si nécessaire, de tirs au but pour déterminer les vainqueurs. Ci-dessous, un arc pour la phase à élimination directe du tournoi, les équipes en gras indiquent les vainqueurs du match.
|  | Quarts de finale    | Quarts de finale |                  |                  | Demi-finales           | Demi-finales           |   |  | Finale           | Finale           |
|  | Quarts de finale    | Quarts de finale |                  |                  | Demi-finales           | Demi-finales           |   |  | Finale           | Finale           |
|  |                     |                  |                  |                  |                        |                        |   |  |                  |                  |
|  | 10 décembre 2021    | 10 décembre 2021 |                  |                  | 15 décembre 2021       | 15 décembre 2021       |   |  | 18 décembre 2021 | 18 décembre 2021 |
|  | 10 décembre 2021    | 10 décembre 2021 |                  |                  | 15 décembre 2021       | 15 décembre 2021       |   |  | 18 décembre 2021 | 18 décembre 2021 |
|  | Tunisie             | 2                |                  |                  | 15 décembre 2021       | 15 décembre 2021       |   |  | 18 décembre 2021 | 18 décembre 2021 |
|  | Tunisie             | 2                |                  |                  | 15 décembre 2021       | 15 décembre 2021       |   |  | 18 décembre 2021 | 18 décembre 2021 |
|  | Oman                | 1                |                  |                  | 15 décembre 2021       | 15 décembre 2021       |   |  | 18 décembre 2021 | 18 décembre 2021 |
|  | Oman                | 1                | Tunisie          | 1                |                        |                        |   |  | 18 décembre 2021 | 18 décembre 2021 |
|  | 11 décembre 2021    |                  | Tunisie          | 1                |                        |                        |   |  | 18 décembre 2021 | 18 décembre 2021 |
|  |                     | Égypte           | 0                |                  |                        |                        |   |  | 18 décembre 2021 | 18 décembre 2021 |
|  | Égypte              | Égypte           | 0                | 3 ap             |                        |                        |   |  | 18 décembre 2021 | 18 décembre 2021 |
|  | Égypte              |                  |                  | 3 ap             |                        |                        |   |  | 18 décembre 2021 | 18 décembre 2021 |
|  | Jordanie            | 1                |                  |                  |                        |                        |   |  | 18 décembre 2021 | 18 décembre 2021 |
|  | Jordanie            | 1                | Tunisie          | 0                |                        |                        |   |  |                  |                  |
|  | 10 décembre 2021    |                  | Tunisie          | 0                |                        |                        |   |  |                  |                  |
|  |                     | Algérie          | 2 ap             |                  |                        |                        |   |  |                  |                  |
|  | Qatar               | Algérie          | 2 ap             | 5                |                        |                        |   |  |                  |                  |
|  | Qatar               | 15 décembre 2021 |                  | 5                |                        |                        |   |  |                  |                  |
|  | Émirats arabes unis | 0                |                  |                  |                        |                        |   |  |                  |                  |
|  | Émirats arabes unis | 0                | Qatar            | 1                |                        |                        |   |  |                  |                  |
|  | 11 décembre 2021    | 11 décembre 2021 | Qatar            | 1                | Match pour la 3e place | Match pour la 3e place |   |  |                  |                  |
|  | 11 décembre 2021    | 11 décembre 2021 |                  | Algérie          | Match pour la 3e place | Match pour la 3e place | 2 |  |                  |                  |
|  | Maroc               | 2 (3)            | 18 décembre 2021 | 18 décembre 2021 |                        |                        | 2 |  |                  |                  |
|  | Maroc               | 2 (3)            | 18 décembre 2021 | 18 décembre 2021 |                        |                        |   |  |                  |                  |
|  | Algérie             | 2 (5)            |                  | Égypte           | 0 (4)                  |                        |   |  |                  |                  |
|  | Algérie             | 2 (5)            |                  | Égypte           | 0 (4)                  |                        |   |  |                  |                  |
|  |                     |                  |                  |                  |                        |                        |   |  | Qatar            | 0 (5)            |
|  |                     |                  |                  |                  |                        |                        |   |  | Qatar            | 0 (5)            |

#### Quarts de finale
| Match 25                       | Tunisie                 | 2 – 1   | Oman                                  | Education City Stadium, Al Rayyan                            |                                                              |
| 10 décembre 2021 18 h 00 UTC+3 | Jaziri 16e · Msakni 69e | (1 – 0) | 66e A.Al-Alawi                        | Arbitrage : Daniel Siebert Arbitre vidéo : Christian Dingert | Arbitrage : Daniel Siebert Arbitre vidéo : Christian Dingert |
| 10 décembre 2021 18 h 00 UTC+3 |                         | Rapport | 68e Al-Kaabi (de) · 70e Al-Saadi (en) | Arbitrage : Daniel Siebert Arbitre vidéo : Christian Dingert | Arbitrage : Daniel Siebert Arbitre vidéo : Christian Dingert |

| Match 26                       | Qatar                                                                    | 5 - 0   | Émirats arabes unis            | Stade Al Bayt, Al-Khor                                     |                                                            |
| 10 décembre 2021 22 h 00 UTC+3 | Salmeen 6e (csc) · Ali 28e (pen.) 45+3e · Khoukhi 36e (pen.) · Hatem 44e | (5 - 0) |                                | Arbitrage : Andrés Matonte Arbitre vidéo : Leodán González | Arbitrage : Andrés Matonte Arbitre vidéo : Leodán González |
| 10 décembre 2021 22 h 00 UTC+3 | Afif 45+2e · Boudiaf 58e                                                 | Rapport | 38e Al-Ahbabi · 41e Saleh (en) | Arbitrage : Andrés Matonte Arbitre vidéo : Leodán González | Arbitrage : Andrés Matonte Arbitre vidéo : Leodán González |

| Match 27                       | Égypte                                           | 3 – 1 ap              | Jordanie      | Stade d'Al-Janoub, Al Wakrah                                |                                                             |
| 11 décembre 2021 18 h 00 UTC+3 | Mar. Hamdy (en) 45+1e · Refaat 100e · Daoud 119e | (1 – 1, 1 – 1, 2 – 1) | 12e Al-Naimat | Arbitrage : Said Martínez Arbitre vidéo : Fernando Guerrero | Arbitrage : Said Martínez Arbitre vidéo : Fernando Guerrero |
| 11 décembre 2021 18 h 00 UTC+3 | El Fotouh 37e                                    | Rapport               | 54e Abu Zrayq | Arbitrage : Said Martínez Arbitre vidéo : Fernando Guerrero | Arbitrage : Said Martínez Arbitre vidéo : Fernando Guerrero |

| Match 28                       | Maroc                                              | 2 – 2 ap              | Algérie                                          | Stade d'Al-Thumama, Doha                                |                                                         |
| 11 décembre 2021 22 h 00 UTC+3 | Nahiri 64e · Benoun 111e                           | (0 – 0, 1 – 1, 1 – 2) | 62e (pen.) Brahimi · 102e Belaïli                | Arbitrage : Wilton Sampaio Arbitre vidéo : Rafael Traci | Arbitrage : Wilton Sampaio Arbitre vidéo : Rafael Traci |
| 11 décembre 2021 22 h 00 UTC+3 | Saadane 17e · Haddad 34e · Benoun 84e · Chibi 119e | Rapport               |                                                  | Arbitrage : Wilton Sampaio Arbitre vidéo : Rafael Traci | Arbitrage : Wilton Sampaio Arbitre vidéo : Rafael Traci |
| 11 décembre 2021 22 h 00 UTC+3 | Rahimi · Benoun · Jabrane · El Berkaoui            | Tirs au but 3 – 5     | Belaïli · Bendebka · Bedrane · Benayada · Tougai | Arbitrage : Wilton Sampaio Arbitre vidéo : Rafael Traci | Arbitrage : Wilton Sampaio Arbitre vidéo : Rafael Traci |

#### Demi-finales
| Match 29                       | Tunisie                   | 1 – 0   | Égypte                      | Stade 974, Doha                                                        |                                                                        |
| 15 décembre 2021 18 h 00 UTC+3 | El Sulaya 90+5e (csc)     | (0 – 0) |                             | Arbitrage : Alireza Faghani Arbitre vidéo : Guillermo Cuadra Fernández | Arbitrage : Alireza Faghani Arbitre vidéo : Guillermo Cuadra Fernández |
| 15 décembre 2021 18 h 00 UTC+3 | Msakni 50e · Jaziri 90+6e | Rapport | 68e Hegazy · 80e Fathy (en) | Arbitrage : Alireza Faghani Arbitre vidéo : Guillermo Cuadra Fernández | Arbitrage : Alireza Faghani Arbitre vidéo : Guillermo Cuadra Fernández |

| Match 30                       | Qatar          | 1 – 2   | Algérie                                      | Stade d'Al-Thumama, Doha                                        |                                                                 |
| 15 décembre 2021 22 h 00 UTC+3 | Muntari 90+7e  | (0 – 0) | 59e Benlamri · 90+17e Belaïli                | Arbitrage : Szymon Marciniak Arbitre vidéo : Tomasz Kwiatkowski | Arbitrage : Szymon Marciniak Arbitre vidéo : Tomasz Kwiatkowski |
| 15 décembre 2021 22 h 00 UTC+3 | Almoez Ali 23e | Rapport | 8e Brahimi · 90+8e Belaïli · 90+10e Benlamri | Arbitrage : Szymon Marciniak Arbitre vidéo : Tomasz Kwiatkowski | Arbitrage : Szymon Marciniak Arbitre vidéo : Tomasz Kwiatkowski |

#### Match pour la3eplace
| Match 31                       | Égypte                                                            | 0 – 0 ap              | Qatar                                                     | Stade 974, Doha                                     |                                                     |
| 18 décembre 2021 13 h 00 UTC+3 |                                                                   | (0 – 0, 0 – 0, 0 – 0) |                                                           | Arbitrage : Facundo Tello Arbitre vidéo : Juan Soto | Arbitrage : Facundo Tello Arbitre vidéo : Juan Soto |
| 18 décembre 2021 13 h 00 UTC+3 |                                                                   | Rapport               | 3e Waad ·                                                 | Arbitrage : Facundo Tello Arbitre vidéo : Juan Soto | Arbitrage : Facundo Tello Arbitre vidéo : Juan Soto |
| 18 décembre 2021 13 h 00 UTC+3 | Magdy (en) · El Solia · Hegazi · El Fotouh · Tawfik (en) · Sherif | Tirs au but 4 – 5     | Al-Haydos · Khoukhi · Hassan · Alaaeldin · Afif · Boudiaf | Arbitrage : Facundo Tello Arbitre vidéo : Juan Soto | Arbitrage : Facundo Tello Arbitre vidéo : Juan Soto |

#### Finale
| Match 32                       | Tunisie                                             | 0 – 2 ap              | Algérie                                                      | Stade Al Bayt, Al-Khor                                                            |                                                                                   |
| 18 décembre 2021 18 h 00 UTC+3 |                                                     | (0 – 0, 0 – 0, 0 – 1) | 99e Sayoud · 120+5e Brahimi                                  | Spectateurs : 60 456 Arbitrage : Daniel Siebert Arbitre vidéo : Christian Dingert | Spectateurs : 60 456 Arbitrage : Daniel Siebert Arbitre vidéo : Christian Dingert |
| 18 décembre 2021 18 h 00 UTC+3 | Msakni 39e · Jaziri 40e · Ben Hmida 43e · Sassi 64e | Rapport               | 13e Chetti · 40e Bounedjah · 90+3e Bendebka · 120+4e Brahimi | Spectateurs : 60 456 Arbitrage : Daniel Siebert Arbitre vidéo : Christian Dingert | Spectateurs : 60 456 Arbitrage : Daniel Siebert Arbitre vidéo : Christian Dingert |

## Statistiques

### Buteurs
Il y a eu 83 buts marqués en 32 matchs, pour une moyenne de 2,59 buts par match.
Seuls les buts de la phase finale sont comptabilisés.

4 buts     
- Seifeddine Jaziri

3 buts    
- Yacine Brahimi
- Yazan Al-Naimat
- Badr Benoun
- Almoez Ali

2 buts   
- Youcef Belaïli
- Djamel Benlamri
- Baghdad Bounedjah
- Ahmed Refaat
- Abdelilah Hafidi
- Mohamed Nahiri
- Arshad Al-Alawi
- Khalid Al-Hajri (en)
- Akram Afif
- Abdulaziz Hatem
- Firas Ben Larbi
- Youssef Msakni

1 but  
- Tayeb Meziani
- Hillal Soudani
- Mohamed Amine Tougai
- Amir Sayoud
- Abdullah Al-Hamdan
- Marwan Daoud
- Amr El Sulaya
- Hussein Faisal (en)
- Mahmoud Hamdy
- Marwan Hamdy (en)
- Mohamed Magdy (en)
- Mohamed Sherif
- Zizo
- Hasan Abdulkareem
- Baha' Abdel-Rahman Suleiman (en)
- Hamza Al-Dardour
- Mahmoud Al-Mardi (en)
- Mohamed Chibi
- Karim El Berkaoui
- Yahya Jabrane
- Soufiane Rahimi
- Bessam (en)
- Mouhamed Soueid (en)
- Hemeya Tanjy
- Rabia Al-Alawi (en)
- Salaah Al-Yahyaei (en)
- Mohammed Rashid
- Tamer Seyam
- Hassan Al Haidos
- Boualem Khoukhi
- Mohammed Muntari
- Mahmoud Al Baher (en)
- Ward Al Salama (en)
- Mohammad Anz (en)
- Oliver Kass Kawo (en)
- Caio Canedo Corrêa (en)
- Khalil Ibrahim Al-Hammadi (en)
- Ali Saleh (en)

1 but contre son camp  
- Khalifah Al-Dawsari (contre la  Jordanie)
- Amr El Sulaya (contre la  Tunisie)
- Ali Salmeen (contre le  Qatar)
- Fahmi Durbin (contre le  Qatar)
- Ali Abu Eshrein (en) (contre le  Liban)

### Résumé par équipe
Selon la convention statistique dans le football, les matchs décidés en prolongation sont comptés comme des victoires et des défaites, tandis que les matchs décidés par des tirs au but sont comptés comme des matchs nuls.

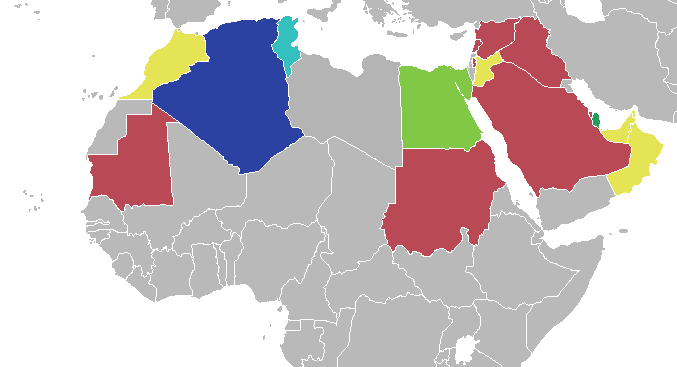
Pays qualifiés plus classement du tournoi.
Vainqueur
Finaliste
Troisième
Quatrième
Quarts de finale
Premier tour

| Place                        | Équipe              | Matchs | Victoires | Nuls | Défaites | BP | BC | Diff. | Progression      |
| ---------------------------- | ------------------- | ------ | --------- | ---- | -------- | -- | -- | ----- | ---------------- |
| Médaille d'or                | Algérie             | 6      | 5         | 1    | 0        | 13 | 4  | +9    | Vainqueur        |
| Médaille d'argent            | Tunisie             | 6      | 4         | 0    | 2        | 9  | 6  | +3    | Finaliste        |
| Médaille de bronze           | Qatar               | 6      | 4         | 1    | 1        | 12 | 3  | +9    | Troisième        |
| 4                            | Égypte              | 6      | 3         | 2    | 1        | 10 | 3  | +7    | Quatrième        |
| Éliminés en quarts de finale |                     |        |           |      |          |    |    |       |                  |
| 5                            | Maroc               | 4      | 3         | 1    | 0        | 11 | 2  | +9    | Quarts de finale |
| 6                            | Jordanie            | 4      | 2         | 0    | 2        | 7  | 8  | -1    | Quarts de finale |
| 7                            | Émirats arabes unis | 4      | 2         | 0    | 2        | 3  | 7  | -4    | Quarts de finale |
| 8                            | Oman                | 4      | 1         | 1    | 2        | 6  | 5  | +1    | Quarts de finale |
| Éliminés au premier tour     |                     |        |           |      |          |    |    |       |                  |
| 9                            | Syrie               | 3      | 1         | 0    | 2        | 4  | 4  | 0     | Premier tour     |
| 10                           | Liban               | 3      | 1         | 0    | 2        | 1  | 3  | -2    | Premier tour     |
| 11                           | Mauritanie          | 3      | 1         | 0    | 2        | 3  | 7  | -4    | Premier tour     |
| 12                           | Irak                | 3      | 0         | 2    | 1        | 1  | 4  | -3    | Premier tour     |
| 13                           | Arabie saoudite     | 3      | 0         | 1    | 2        | 1  | 3  | -2    | Premier tour     |
| 14                           | Bahreïn             | 3      | 0         | 1    | 2        | 0  | 4  | -4    | Premier tour     |
| 15                           | Palestine           | 3      | 0         | 1    | 2        | 2  | 10 | -8    | Premier tour     |
| 16                           | Soudan              | 3      | 0         | 0    | 3        | 0  | 10 | -10   | Premier tour     |

- Vainqueur
- Finaliste
- Troisième
- Quatrième
- Quarts de finale
- Premier tour

## Récompenses

### Récompenses individuelles
Les ballons d'or d'argent et de bronze sont attribués aux meilleurs joueurs de la compétition. Les souliers d'or, d'argent et de bronze sont attribués aux meilleurs buteurs de la compétition tandis que le gant d'or est attribué au meilleur gardien du tournoi.
| Ballon d'or                                   | Ballon d'argent                               | Ballon de bronze                              |
| --------------------------------------------- | --------------------------------------------- | --------------------------------------------- |
| Yacine Brahimi                                | Youcef Belaïli                                | Akram Afif                                    |
| Soulier d'or                                  | Soulier d'argent                              | Soulier de bronze                             |
| Seifeddine Jaziri                             | Yacine Brahimi                                | Yazan Al-Naimat                               |
| 4 buts, 0 passes décisives 511 minutes jouées | 3 buts, 1 passes décisives 507 minutes jouées | 3 buts, 0 passes décisives 166 minutes jouées |
| Gant d'or                                     |                                               |                                               |
| Raïs M'Bolhi                                  |                                               |                                               |
| Prix du fair-play                             |                                               |                                               |
| Maroc                                         |                                               |                                               |

### Équipe type de la compétition
L'équipe du tournoi est la suivante.
| Gardien      | Défenseurs                                                     | Milieux                                       | Attaquants                                  |
| ------------ | -------------------------------------------------------------- | --------------------------------------------- | ------------------------------------------- |
| Raïs M'Bolhi | Ahmed Abou El Fatouh Djamel Benlamri Badr Benoun Mohamed Chibi | Youssef Msakni Abdulaziz Hatem Yacine Brahimi | Youcef Belaïli Seifeddine Jaziri Akram Afif |

## Aspects socio-économiques

### Liste des diffuseurs
- Indonésie: MNC Vision, K-Vision
- Malaisie: Astro SuperSport
- Qatar: BeIn Sports, Al-Kass Sports Channel[39]
- Corée du Sud: SBS Sports[40]
- États-Unis: Fox Sports, Telemundo Deportes (match final uniquement)[41]
- Monde: FIFATV (YouTube)

### Sponsors
| Partenaires de la FIFA                                                                 | Partenaires de la Coupe arabe de la FIFA | Supporters régionaux                     |
| -------------------------------------------------------------------------------------- | ---------------------------------------- | ---------------------------------------- |
| - Adidas - Coca-Cola - Hyundai–Kia - Qatar Airways - Visa - Wanda Group - Qatar Energy | - McDonald's - Vivo - Budweiser          | - Ooredoo - Qatar National Bank - Winwin |